# Pravobranitelj za djecu
Pravobranitelj za djecu posebno je nadzorno tijelo koje štiti, prati i promiče prava i interese djece. Pravobranitelj za djecu djeluje neovisno i samostalno, držeći se načela pravičnosti i morala, i nitko mu ne smije davati upute i naloge u njegovu radu.
Institucija pravobranitelja za djecu razvila se iz klasične institucije pučkog pravobranitelja (u svijetu poznatijeg pod nazivom ombudsman), a koji se bavi djecom, problemima djece i dječjih prava u okviru društvenog (državnog) sustava. Među prvim zemljama koje su uvele pravobranitelja (ombudsmana) za djecu su skandinavske države - Švedska, Norveška i Finska - države u kojima se razvila klasična institucija omudsmana. Republika Hrvatska uvela je instituciju pravobranitelja za djecu 2003. godine. Trenutna pravobraniteljica za djecu jest Helenca Pirnat Dragičević. 

## Pravobranitelj za djecu u Hrvatskoj
Pravobranitelj za djecu štiti, prati i promiče prava i interese djece na temelju Ustava Republike Hrvatske, međunarodnih ugovora i zakona.

## Poveznice
- Pravobranitelj za djecu u Hrvatskoj
- Pučki pravobranitelj
- Pravobranitelj za ravnopravnost spolova